# Episodi di Spider-Man - L'Uomo Ragno (seconda stagione)
La seconda stagione di Spider-Man - L'Uomo Ragno è andata in onda negli Stati Uniti dal  1995 al  1996 ed è composta da 14 episodi.
In inglese la stagione è nota col titolo Neogenic Nightmare (letteralmente Incubo neogenico) e i suoi episodi, diversamente da quelli della stagione precedente, sono tutti collegati da una sottotrama comune.
Gli episodi Ossessione neogenica e La vendetta del mutante costituiscono un intreccio narrativo con la serie animata Insuperabili X-Men, ufficialmente ambientata nello stesso universo di Spider-Man - L'Uomo Ragno.
Curiosamente in italiano gli episodi dal quinto all'ottavo sono stati accomunati dall'unico titolo La vendetta del mutante, nonostante il primo dei quattro episodi fosse quasi completamente slegato dai successivi, essendo invece il seguito diretto del precedente, Ossessione neogenica.
| Nº st. | Nº tot. | Titolo                                  | Titolo originale            | Prima TV Stati Uniti |
| ------ | ------- | --------------------------------------- | --------------------------- | -------------------- |
| 1      | 14      | I Perfidi Sei                           | The Insidious Six           | 9 settembre 1995     |
| 2      | 15      | La battaglia dei Perfidi Sei            | Battle of the Insidious Six | 16 settembre 1995    |
| 3      | 16      | L'Uomo Acqua                            | Hydro-Man                   | 23 settembre 1995    |
| 4      | 17      | Ossessione neogenica                    | The Mutant Agenda           | 30 settembre 1995    |
| 5      | 18      | La vendetta del mutante                 | Mutants' Revenge            | 7 ottobre 1995       |
| 6      | 19      | La vendetta del mutante - Seconda parte | Morbius                     | 28 ottobre 1995      |
| 7      | 20      | La vendetta del mutante - Terza parte   | Enter the Punisher          | 4 novembre 1995      |
| 8      | 21      | La vendetta del mutante - Quarta parte  | Duel of the Hunters         | 11 novembre 1995     |
| 9      | 22      | Il cacciatore di vampiri                | Blade, the Vampire Hunter   | 18 novembre 1995     |
| 10     | 23      | Il vampiro immortale                    | The Immortal Vampire        | 25 novembre 1995     |
| 11     | 24      | La Tavola del Tempo - Prima parte       | Tablet of Time              | 3 febbraio 1996      |
| 12     | 25      | La Tavola del Tempo - Seconda parte     | Ravages of Time             | 10 febbraio 1996     |
| 13     | 26      | La vendetta di Toomes                   | Shriek of the Vulture       | 17 febbraio 1996     |
| 14     | 27      | L'incubo dell'Avvoltoio                 | The Final Nightmare         | 24 febbraio 1996     |

## I Perfidi Sei
- Titolo originale: The Insidious Six
- Prima TV Stati Uniti: 9 settembre 1995

Per via dei salvataggi dell'Uomo Ragno sul "suo territorio", Kingpin viene deriso dai suoi colleghi criminali, e perciò decide di istituire il gruppo dei Perfidi Sei, composto dal Camaleonte, lo Scorpione, Mysterio, Shocker, Rhino e il Dottor Octopus. I sei danno parecchio filo da torcere all'Uomo Rango, soprattutto perché quest'ultimo ha dei problemi coi propri superpoteri, che svaniscono in continuazione, motivo per cui il supereroe decide di farsi fare delle analisi da Curt Connors. Successivamente il Dottor Octopus riesce ad attirare a sé May, la zia di Peter, facendole credere che suo nipote sia stato ricoverato in una clinica, e lasciano a Peter un messaggio nel quale dicono di far sì che l'Uomo Ragno, con cui sospettano sia in contatto, vada da loro, nel caso in cui voglia rivedere sua zia sana e salva. Il supereroe arriva quindi a destinazione, dovendo affrontare i sei criminali.
Basato su: The Amazing Spider-Man Annual serie 1 n. 1 (in Italia L'Uomo Ragno serie 1 n. 14)

## La battaglia dei Perfidi Sei
- Titolo originale: Battle of the Insidious Six
- Prima TV Stati Uniti: 16 settembre 1995

I Perfidi Sei riescono a smascherare l'Uomo Ragno, tuttavia, dato che aveva perso i suoi poteri, credono semplicemente che Peter si sia travestito da Uomo Ragno non essendo riuscito a trovare quello vero. Dopo aver fatto andar via zia May dalla clinica, i criminali vanno sul tetto di un palazzo dove, secondo quanto dice Peter, lui incontrerebbe l'Uomo Ragno a mezzanotte. Peter riesce a travestirsi da supereroe senza farsi vedere, attaccando i suoi nemici. In tutto ciò l'eroe riesce anche a salvare Silvermane, un criminale che era stato preso di mira da Kingpin. Dopo l'insuccesso, i Perfidi Sei decidono di abbandonare il loro capo e di andarsene ognuno per la propria strada. Più tardi l'Uomo Ragno va da Connors a chiedere i risultati delle analisi, per scoprire che la mutazione che l'ha trasformato in passato nel supereroe che è non è ancora finita, e che perciò potrebbe trasformarsi in qualcosa di non umano.
Basato su: The Amazing Spider-Man serie 1 n. 12 (L'Uomo Ragno serie 1 n. 10) e The Amazing Spider-Man Annual serie 1 n. 1 (L'Uomo Ragno serie 1 n. 14)

## L'Uomo Acqua
- Titolo originale: Hydro-Man
- Prima TV Stati Uniti: 23 settembre 1995

A New York si verificano numerosi furti di oggetti preziosi. Il colpevole è Morrie Bench, alias Hydro-Man, l'ex ragazzo di Mary Jane Watson (la ragazza che frequenta Peter). Hydro-Man ha il superpotere di trasformarsi in acqua, e il suo intento è di convincere Mary Jane a ricominciare ad avere una relazione con lui e, per convincerla, ha rubato i gioielli in modo da dimostrarle ciò che ora può fare per lei. Mentre l'Uomo Ragno si scontra con lui, Mary Jane riesce ad attirare Morrie sul tetto di un palazzo, dove finisce presto per evaporare. L'Uomo Ragno non è tuttavia convinto che sia morto, date le proprietà di transizione di fase dell'acqua.
Basato su: The Amazing Spider-Man serie 1 n. 212 (L'Uomo Ragno serie 2 n. 42)

## Ossessione neogenica
- Titolo originale: The Mutant Agenda
- Prima TV Stati Uniti: 30 settembre 1995

Per risolvere i suoi problemi riguardo alla mutazione, l'Uomo Ragno decide di andare dal professor Charles Xavier nella sua scuola, che è segretamente la base degli X-Men, un gruppo di supereroi mutanti. Dopo la sua richiesta di aiutarlo a tornare normale, gli X-Men non lo vedono di buon occhio, dato che loro sono invece convinti che non ci sia nulla di male nell'essere un mutante. Tuttavia uno di loro, Henry McCoy, soprannominato Bestia, parla a tu per tu con l'Uomo Ragno e, rendendosi conto che la sua mutazione non è naturale come la loro, decide di aiutarlo e gli consiglia perciò di andare a una conferenza tenuta dal dottor Herbert Landon, che sta studiando proprio le mutazioni genetiche. Peter va alla conferenza, ma Landon viene attaccato da Hobgoblin, venendo però salvato provvidenzialmente dall'Uomo Ragno. Landon tuttavia fa rapire Bestia, in quanto i suoi studi lo hanno in realtà portato alla creazione di una sostanza che causa la morte dei mutanti (allo scopo di "purificare" la specie umana), e ha intenzione di sperimentarla su Bestia. L'Uomo Ragno si scontra poi con Hobgoblin, che gli rivela il piano di Landon, senza tuttavia che il supereroe gli creda. Quest'ultimo viene tuttavia raggiunto da Wolverine, un X-Man parecchio aggressivo, convinto che sia lui il rapitore di Bestia.
Basato su: Spider-Man - The Mutant Agenda n. 1 (Marvel miniserie n. 15)
Note: questo è il primo di due episodi che costituiscono un intreccio narrativo con la serie animata Insuperabili X-Men. Il titolo italiano sembra derivare dalla traduzione di Neogenic Nightmare, titolo dell'intera stagione.

## La vendetta del mutante
- Titolo originale: Mutants' Revenge
- Prima TV Stati Uniti: 7 ottobre 1995

L'Uomo Ragno e Wolverine decidono di allearsi per salvare Bestia, andando perciò da Landon e scoprendo così che ciò che aveva detto Hobgoblin era vero. I due riescono a liberare McCoy, ma Landon, che stava inseguendo Hobgoblin, finisce per entrare in una vasca colma della sostanza per uccidere i mutanti. Non essendo un mutante non muore, ma finisce per trasformarsi in una creatura che ha ben poco di umano, e che ha bisogno di assorbire energia elettrica per sopravvivere. Landon finisce così per uscire allo scoperto e assorbire l'elettricità della città. L'Uomo Ragno e gli X-Men uniscono così le forze, riuscendo a far regredire Landon a una forma più umana, pur rimanendo parzialmente mutato.
Basato su: Spider-Man - The Mutant Agenda serie 1 nn. 2 e 3 (Marvel miniserie n. 15)
Note: questo è il secondo episodio che fa da intreccio narrativo con la serie Insuperabili X-Men. Il titolo italiano deriva da un errore di traduzione dato che Mutants' Revenge significa "La vendetta dei mutanti" e non "La vendetta del mutante" (che sarebbe Mutant's Revenge, con l'apostrofo in posizione differente). Nell'episodio sono infatti presenti più di un mutante.

## La vendetta del mutante - Seconda parte
- Titolo originale: Morbius
- Prima TV Stati Uniti: 28 ottobre 1995

L'Uomo Ragno chiede aiuto a Mariah Crawford, che riesce a creare quello che potrebbe essere l'antidoto per la sua mutazione, non essendo tuttavia sicura dei risultati. Nonostante lei preferirebbe aspettare per vedere gli effetti della sostanza, l'Uomo Ragno insiste per prenderne ugualmente una fiala da ingerire successivamente, in quanto teme di potersi trasformare in un mostro da un momento all'altro. Più tardi, di notte, Michael Morbius, il nuovo ragazzo di Felicia Hardy, conduce degli esperimenti utilizzando dei pipistrelli vampiri, allo scopo di trovare la cura per una malattia che ha colpito il suo villaggio d'origine, che sembra sia causata proprio da tali animali. Uno dei pipistrelli viene tuttavia colpito dal raggio di un ricombinatore neogenico assieme a un campione del sangue di Peter (che Michael aveva precedentemente rubato), e successivamente morde Morbius. Quest'ultimo finisce così per acquisire un'enorme forza fisica e la capacità di levitare, finendo però per assumere l'aspetto di un vampiro, divenendo inoltre assetato di plasma, che riesce a risucchiare alle persone tramite le mani. Morbius si scontra poi con l'Uomo Ragno, che scopre la sua vera identità e, appena sorge il sole, riacquista il suo aspetto normale. Peter decide poi di assumere la sostanza datagli da Mariah, che però, anziché guarirlo, finisce invece con l'accelerare la sua mutazione, facendogli crescere quattro arti superiori in più.
Basato su: The Amazing Spider-Man serie 1 nn. 101 e 102 (L'Uomo Ragno serie 1 nn. 102 e 103)
Nota: il titolo italiano, derivato da quello de La vendetta del mutante, non ha in realtà alcun collegamento con l'episodio.

## La vendetta del mutante - Terza parte
- Titolo originale: Enter the Punisher
- Prima TV Stati Uniti: 4 novembre 1995

Dopo che Morbius, ricoverato in ospedale, fugge dalla finestra volando, l'Uomo Ragno viene sospettato di averlo rapito, così Frank Castle, detto il Punitore, un uomo armato che si occupa di catturare criminali, parte alla sua ricerca. L'Uomo Ragno intanto si fa prelevare del sangue da Mariah sperando che lei possa trovare una cura per la sua mutazione, e successivamente insegue Morbius. Durante l'inseguimento il supereroe viene tuttavia preso di mira dal Punitore. Mentre quest'ultimo lo sta seguendo, la mutazione dell'Uomo Ragno raggiunge il culmine, trasformandolo in un enorme ragno umanoide.
Basato su: The Amazing Spider-Man serie 1 nn. 101, 102 e 129 (L'Uomo Ragno serie 1 nn. 102, 103 e 149)
Nota: il titolo italiano, derivato da quello de La vendetta del mutante, non ha in realtà alcun collegamento con l'episodio.

## La vendetta del mutante - Quarta parte
- Titolo originale: Duel of the Hunters
- Prima TV Stati Uniti: 11 novembre 1995

La creatura in cui si è trasformato l'Uomo Ragno, che lui non riesce a controllare, viene soprannominata "Ragno Uomo", e comincia a causare panico tra i cittadini. Mariah riesce a creare quello che sembrerebbe essere un antidoto per la mutazione e per poterlo somministrare al supereroe chiede aiuto a Sergei, che gli dà la caccia. Anche il Punitore parte al suo inseguimento, ma Mariah lo convince a non fare del male al Ragno Uomo, riuscendo poi a somministrargli l'antidoto e a farlo tornare normale.
Note: l'episodio non è propriamente basato su una storia a fumetti, tuttavia la trasformazione dell'Uomo Ragno nel Ragno Uomo si basa su quella presente su Marvel Fanfare serie 1 n. 2 (Speciale X-Men n. 2). Il titolo italiano, derivato da quello de La vendetta del mutante, non ha in realtà alcun collegamento con l'episodio.

## Il cacciatore di vampiri
- Titolo originale: Blade, the Vampire Hunter
- Prima TV Stati Uniti: 18 novembre 1995

L'antidoto somministrato all'Uomo Ragno non l'ha curato definitivamente, ma ha solo bloccato la mutazione, e perciò deve sottoporsi ogni giorno a un trattamento neogenico. In giro si sparge la voce che l'Uomo Ragno sia un vampiro, e perciò il cacciatore di vampiri Blade tenta di farlo fuori, ma il supereroe riesce a spiegargli la verità su lui e Morbius. L'Uomo Ragno segue Blade fino alla sua base, che si trova in un cinema, e lì Whistler, mentore di Blade, spiega che quest'ultimo è in realtà per metà vampiro, il che gli ha donato capacità inusuali. Quando l'Uomo Ragno parla loro del ricombinatore neogenico, Whistler crede che Blade potrebbe usarlo per diventare un normale essere umano, dato che col tempo sembra diventare sempre più simile a un vampiro. Successivamente Morbius ruba il ricombinatore, e così Blade e l'Uomo Ragno decidono di allearsi per affrontarlo.

## Il vampiro immortale
- Titolo originale: The Immortal Vampire
- Prima TV Stati Uniti: 25 novembre 1995

Ora che la sua forma vampiresca ha preso il sopravvento, Morbius ha intenzione di usare il ricombinatore neogenico per trasformare le persone normali in vampiri. L'Uomo Ragno e Blade fanno squadra con Terri Lee per fermarlo, e così tentano di catturarlo utilizzando un macchinario costruito da Whistler, ma il piano tuttavia non funziona. Morbius riesce poi a rapire Felicia, volendo trasformarla in un vampiro, ma lei, parlandogli, riesce a far riaffiorare il suo lato umano. Quando l'Uomo Ragno e Blade arrivano sul posto, Morbius viene nuovamente colpito dal ricombinatore, trasformandosi in una creatura ancora più mostruosa, più simile a un pipistrello vampiro. L'Uomo Ragno, profondamente rattristato, avverte Felicia del fatto che ora Morbius non potrà mai più tornare umano, mentre quest'ultimo vola via e si rifugia in una caverna.

## La Tavola del Tempo - Prima parte
- Titolo originale: Tablet of Time
- Prima TV Stati Uniti: 3 febbraio 1996

Alcuni ricercatori trovano la Tavola del Tempo, un antico reperto che si dice possa far ringiovanire le persone. Silvermane, essendo ormai parecchio anziano, vuole averla per sé, e così manda il suo scagnozzo Testa di Martello a rubarla, ma il suddetto fallisce, venendo fermato dall'Uomo Ragno. Testa di Martello decide così di tradire Silvermane e lavorare per Kingpin, anche lui interessato a prendere la tavola. Intanto il dottor Connors, che ha la possibilità di studiare la tavola, crede che grazie a essa potrebbe guarire completamente l'Uomo Ragno. Alistair Smythe, grazie a un suo robot, riesce a rubare la tavola per Kingpin, rendendosi però conto che per farla funzionare gli serve l'aiuto di Connors. Intanto Lapide, un uomo assoldato da Silvermane, rapisce Vanessa, la moglie di Kingpin, e successivamente tenta di rapire anche Connors.
Basato su: The Amazing Spider-Man serie 1 n. 73 (L'Uomo Ragno serie 1 n. 74)

## La Tavola del Tempo - Seconda parte
- Titolo originale: Ravages of Time
- Prima TV Stati Uniti: 10 febbraio 1996

Lapide riesce a rapire Connors, mentre Testa di Martello rapisce Alisa, la figlia di Silvermane. Così, quest'ultimo e Kingpin decidono di fare uno scambio: Alisa e la Tavola del Tempo in cambio di Connors e Vanessa. Connors viene tuttavia nuovamente rapito da Lapide e costretto ad aiutare Silvermane a tornare giovane. Il piano di Silvermane non ha tuttavia successo, in quanto finisce col ringiovanire troppo, ritrovandosi nel corpo di un bambino piccolo. Testa di Martello riesce a rubare la Tavola del Tempo, ma Kingpin, amareggiato poiché Vanessa lo ha appena lasciato, gli dice di disfarsene, e lui decide quindi di venderla.
Basato su: The Amazing Spider-Man serie 1 nn. 74 e 75 (L'Uomo Ragno serie 1 nn. 75 e 76)

## La vendetta di Toomes
- Titolo originale: Shriek of the Vulture
- Prima TV Stati Uniti: 17 febbraio 1996

La Tavola del Tempo è stata comprata da Adrian Toomes, un anziano industriale che è riuscito a riprodurne il potere ringiovanente in un paio di guanti che sono capaci di "rubare" temporaneamente la giovinezza a chiunque ne entri in contatto, facendolo invecchiare e facendo invece ringiovanire Toomes. Quest'ultimo utilizza questo potere insieme a una tuta che gli permette di azzerare la gravità, prendendo così sembianze simili a quelle di un avvoltoio. Toomes tenta inizialmente di attaccare Norman Osborn (che lo aveva precedentemente deriso per le sue idee) che però viene salvato dall'Uomo Ragno, e successivamente attacca Connors e la sua nuova assistente Debra Whitman, per rubare loro la giovinezza, ma il supereroe, aiutato da Flash Thompson, riesce a salvarli entrambi. Successivamente però Toomes immobilizza l'Uomo Ragno e ne assorbe la giovinezza, rendendolo fisicamente anziano.
Basato su: The Amazing Spider-Man serie 1 nn. 2 e 386 (L'Uomo Ragno serie 1 n. 2 e serie 3 n. 169)

## L'incubo dell'Avvoltoio
- Titolo originale: The Final Nightmare
- Prima TV Stati Uniti: 24 febbraio 1996

L'Uomo Ragno, ormai costretto ad avere un corpo anziano, riesce a fuggire dall'Avvoltoio, avendo tuttavia parecchie difficoltà ad agire da supereroe. Toomes si rende tuttavia presto conto che, prendendo la giovinezza dell'Uomo Ragno, ha anche contratto la sua malattia mutante, subendo continue trasformazioni nel Ragno Uomo. Decide quindi di farsi aiutare da Connors, che successivamente viene raggiunto anche dallo Scorpione, anche lui intenzionato a farsi guarire. Quando, successivamente, arriva l'Uomo Ragno, Connors finge di voler aiutare l'Avvoltoio facendo tornare le cose come prima, ma in realtà fa in modo che l'Uomo Ragno torni giovane e forte, lasciando che la malattia rimanga all'Avvoltoio. Farley Stillwell, lo scienziato che in passato trasformò Gargan nello Scorpione, fa esplodere il laboratorio nel quale erano tutti, per evitare che vengano creati nuovi mostri con la neogenica. Questo fa tuttavia sì che l'Avvoltoio non possa togliersi la malattia, lo Scorpione non possa più tornare umano e Connors non riesca a evitare di subire eventuali trasformazioni in Lizard.
Basato su: The Amazing Spider-Man serie 1 n. 387 (L'Uomo Ragno serie 1 n. 170)